# 张家山街道
张家山街道是江西省樟树市的一个街道，位于赣江西岸，樟树市的城北工业园区在辖区内。

## 行政区划
张家山街道下辖以下地区：
门楼里社区、龙王庙社区、金岸村、薛溪村、洲上村、徐家堎村、光明村、中坊村、郭坊村、杨林村、枨湖村、马堎村、槎市村、双林村、礼洲村、朱坊村、喻张村、蓼洲村、袁赣村、荷湖村、回龙村、蛟湖村、杏塘村、沙埂村、朱山村、麻埠村和张家山村。

## 交通
沪昆铁路、 赣粤高速公路、清萍公路在境内通过。
- 沪昆铁路：张家山站